# Alive/Iron Hornet
「Alive/Iron Hornet」（アライヴ/アイアン・ホーネット）は、日本のロックバンド・Do As Infinityの28作目（通算30作目）のシングル。

## 概要
- 前作「ハレルヤ/エレジー」から約11ヶ月ぶり、一般流通としては「Mysterious Magic」から約2年6ヶ月ぶりの作品。また、前作に続いて両A面シングルで発売された。
- 今作は作曲と編曲、サウンドプロデューサーとして澤野弘之を迎えて制作された[1]。亀田誠治以外のサウンドプロデューサーを迎えて制作されたのは「Heart」以来28作ぶりとなった。
- ジャケットが異なるCD+DVD規格とCD規格の通常盤、ファンクラブ及びmu-moショップ限定流通のCD+DVD規格の初回限定盤の3形態で発売された[2]。初回限定盤は丸缶特殊パッケージボックス仕様で、ファンクラブで購入すると缶バッジが、mu-moショップで購入するとステッカーが同梱された。通常盤のDVDには表題1曲目のミュージック・ビデオが、初回限定盤のDVDには表題1曲目のミュージック・ビデオと特典映像として表題2曲目のリリックビデオが収録された。また、CD規格の通常盤にはボーナス・トラックとして前作の表題1曲目のリアレンジバージョンが追加収録された。

## 収録曲
1. Alive [4:24]
作詞：Mio Aoyama
作曲・編曲：Hiroyuki Sawano
メンバーから澤野にアップテンポの楽曲を依頼し制作された。歌詞は短編映画のストーリーに沿った内容で書かれている[3]。
ミュージック・ビデオは映像クリエイター集団のBRDGが手掛けた全編CGで構成されており、人間が機械に制圧されていく様が表現されている[2]。
2. Iron Hornet [4:03]
作詞：Benjamin、mpi
作曲・編曲：Hiroyuki Sawano
表題1曲目の手応えを受けて追加でオーダーした楽曲。表題1曲目と異なり、ミディアムテンポでアメリカ合衆国のロックバンド・ガービッジが用いていたデジタルロック風ギターサウンドをキーワードに制作された[3]。
ミュージック・ビデオは街を彷徨う鉄のスズメバチの視点が描かれている[4]。
3. Alive (Instrumental) [4:24]
作曲・編曲：Hiroyuki Sawano
表題1曲目のインストゥルメンタルバージョン。
4. Iron Hornet (Instrumental) [4:06]
作曲・編曲：Hiroyuki Sawano
表題2曲目のインストゥルメンタルバージョン。
5. ハレルヤ! [3:47]
作詞：Tomiko Van
作曲・編曲：Ryo Owatari
ボーナストラック。両A面からなる2nd限定販売シングルの表題1曲目のリアレンジバージョン。

## 参加ミュージシャン
Do As Infinity
- 伴都美子：Vocal (#1,2,5)、Chorus (#1,2)
- 大渡亮：Guitars (全曲)

Support Musician
- 澤野弘之：Piano & Keyboards & All Other Instruments (#1〜4)
- 山内"マッショイ"優：Drums (#1〜4)
- 田辺トシノ：Bass (#1〜4)

## 収録アルバム
- ALIVE (#1,2)
- Do The B-side 2 (#5)
- Powers Selection (#1)
- Do The Complete (#1,2)